# La Viste
La Viste es el nombre que  recibe un asentamiento poblacional perteneciente al municipio Puerto Padre, provincia Las Tunas; en la Isla de Cuba.

## Ubicación
Localizado a los 210 06’ 12’’  de latitud y  760 46’ 25’’ de longitud. Lo separa de su cabecera provincial una carretera de   26 km. Limita al norte, sureste y al oeste con la  UBPC cañera "La Viste", que se encuentra asociada al Complejo Agroindustrial Antonio Guiteras. Se extiende por 0.35 km² y posee una población de 960 habitantes. El área geográfica en la que se encuentra ubicada recibe el nombre de llanura del Centro de Camagüey-Las Tunas con una altura sobre el nivel del mar de 65.0 m.

## Clima
Las temperaturas se comportan de la siguiente forma: la media máxima anual es de 26,4 grados Celsius mientras que la mínima es  de 17,7. Las precipitaciones se comportan de manera regular, registrándose altos valores en los meses de abril y mayo. El área enfrenta cada año, en el período de junio a noviembre, tormentas tropicales que causan devastadores daños a la economía local.

## Datos fundacionales
Los registros históricos recogen que fue fundada en el año 1949  a partir de la vivienda de un poderoso terrateniente llamado "Pedro Labiste" quien procedente de La Clarita, Palma Soriano se estableció en la zona. El asentamiento que fue creciendo con la con la construcción de nuevas viviendas  para los trabajadores y sus familias, posteriormente, en honor al apellido del propietario, recibe el nombre de (La Viste). Que corregido por sus familiares el correcto apellido es (Labiste) descendiente de Francia  En esta área, como parte de las transformaciones realizadas por la Revolución Cubana después del 1 de enero de 1959, se crea una granja destinada a la producción de algodón.  Las ganancias provenientes de esta granja y la posterior electrificación del caserío en el año 1967, propiciaron el crecimiento demográfico. Las familias allí asentadas viven fundamentalmente en casas de mampostería con techos de cinc. El volumen de tierras que rodean el lugar se encuentran en producción agrícola; en manos de propietarios  particulares, una gran mayoría, y como parte de la Unidad Básica de Producción Cooperativa (UBPC) “La Viste”, el resto.

## Economía
Los habitantes del lugar desarrollan fundamentalmente la agricultura dedicada al cultivo de la caña, en su mayoría, aunque también se cultivan otros productos alimenticios. La crianza de ganado menor y ganado mayor a título familiar, también se desarrolla.